# Allobates
Allobates es un género de anfibios anuros neotropicales de la familia Aromobatidae, que forma su propia subfamilia Allobatinae. Las especies del género se distribuyen por América Central, la isla de Martinica y la mayor parte del norte y centro de Sudamérica.

## Especies
Se reconocen las 60 especies siguientes:
- Allobates albiventris Souza, Ferrão, Kaefer, Cunha-Machado, Melo-Sampaio, Hanken & Lima, 2023[3]
- Allobates algorei Barrio-Amorós & Santos, 2009
- Allobates amissibilis Kok, Hölting & Ernst, 2013
- Allobates bacurau Simões, 2016
- Allobates bromelicola (Test, 1956)
- Allobates brunneus (Cope, 1887)
- Allobates caeruleodactylus (Lima & Caldwell, 2001)
- Allobates caldwellae Lima, Ferrão & Silva, 2020
- Allobates carajas Simões, Rojas & Lima, 2019
- Allobates caribe (Barrio-Amorós, Rivas-Fuenmayor & Kaiser, 2006)
- Allobates chalcopis (Kaiser, Coloma & Gray, 1994)
- Allobates conspicuus (Morales, 2002)
- Allobates crombiei (Morales, 2002)
- Allobates femoralis (Boulenger, 1884)
- Allobates flaviventris (Melo-Sampaio, Barbosa de Souza & Vieira Peloso, 2013)
- Allobates fratisenescus (Morales, 2002)
- Allobates fuscellus (Morales, 2002)
- Allobates gasconi (Morales, 2002)
- Allobates goianus (Bokermann, 1975)
- Allobates granti (Kok, MacCulloch, Gaucher, Poelman, Bourne, Lathrop & Lenglet, 2006)
- Allobates grillisimilis Simões, Sturaro, Vieira Peloso & Lima, 2013
- Allobates hodli Simões, Lima & Farias, 2010
- Allobates humilis (Rivero, 1980)
- Allobates ignotus Anganoy-Criollo, 2012
- Allobates insperatus (Morales, 2002)
- Allobates juami Simões, Gagliardi-Urrutia, Rojas-Runjaic & Castroviejo-Fisher, 2018
- Allobates juanii (Morales, 1994)
- Allobates kingsburyi (Boulenger, 1918)
- Allobates liniaureum Jaramillo-Martinez, Vilà, Guayasamin, Gagliardi-Urrutia, Rojas-Runjaic, Simões, Chaparro, Aguilar-Manihuari & Castroviejo-Fisher, 2025
- Allobates magnussoni Lima, Simões & Kaefer, 2014
- Allobates mandelorum (Schmidt, 1932)
- Allobates marchesianus (Melin, 1941)
- Allobates masniger (Morales, 2002)
- Allobates mcdiarmidi (Reynolds & Foster, 1992)
- Allobates melanolaemus (Grant & Rodríguez, 2001)
- Allobates myersi (Pyburn, 1981)
- Allobates nidicola (Caldwell & Lima, 2003)
- Allobates niputidea Grant, Acosta-Galvis & Rada, 2007
- Allobates nunciatus Moraes, Pavan & Lima, 2019
- Allobates olfersioides (Lutz, 1925)
- Allobates ornatus (Morales, 2002)
- Allobates pacaas Melo-Sampaio, Prates, Peloso, Recoder, Vechio, Marques-Souza & Rodrigues, 2020
- Allobates paleovarzensis Lima, Caldwell, Biavati & Montanarin, 2010
- Allobates picachos (Ardila-Robayo, Acosta-Galvis & Coloma, 2000)
- Allobates pittieri (La Marca, Manzanilla & Mijares-Urrutia, 2004)
- Allobates ranoides (Boulenger, 1918)
- Allobates ripicolus Fouquet, Ferrão & Jairam, 2023 [4]
- Allobates sanmartini (Rivero, Langone & Prigioni, 1986)
- Allobates sieggreenae Gagliardi-Urrutia, Castroviejo-Fisher, Rojas-Runjaic, Jaramillo, Solís & Simões, 2021
- Allobates subfolionidificans (Lima, Sánchez & Souza, 2007)
- Allobates sumtuosus (Morales, 2002)
- Allobates talamancae (Cope, 1875)
- Allobates tapajos Lima, Simões & Kaefer, 2015
- Allobates tinae Melo-Sampaio, Oliveira & Prates, 2018
- Allobates trilineatus (Boulenger, 1884)
- Allobates undulatus (Myers & Donnelly, 2001)
- Allobates vanzolinius (Morales, 2002)
- Allobates velocicantus Souza, Ferrão, Hanken & Lima, 2020
- Allobates wayuu (Acosta-Galvis, Cuentas & Coloma, 1999)
- Allobates zaparo (Silverstone, 1976)